# 不全小光壳炱
不全小光壳炱（学名：Asteridiella manca）是属于小煤炱目小煤炱科小光壳炱属的一种真菌，寄生在杨梅科植物上。该种分布于中国、乌干达、多米尼加、印度、波多黎各、美国、哥斯达黎加等地。